# ليو ون جين
 ليو ون جين (بالصينية: 刘文金) هو ملحن صيني تخرج من معهد الموسيقى المركزي عام 1961، وشغل على التوالي مناصب رئيس ومفتش عام فرقة الموسيقى القومية المركزية الصينية، ورئيس فرقة الأوبرا والباليه الصينية وغيرها. كما عمل أستاذا في معهد الموسيقى التابع للجامعة المركزية الكورية الجنوبية في عام 2001.

## ألحان
أبدع أو جدد مئات الألحان الموسيقية بما فيها الكثير من الألحان الصاحبة للرقصات والمسرحيات الراقصة والأفلام والمسلسلات التلفزيونية.
- قصة في شمال مقاطعة خه نان، اختير في عام 1993 كنموذج موسيقي صيني في القرن الحادى والعشرين.
- خيالات مضيق سان مون، أدرج في عام 1999 في ألبوم نماذج الفن المسرحي والفن السينمائي في الذكرى الخمسين لتأسيس جمهورية الصين الشعبية.
- لحن حر طليق لسور الصين العظيم، عزف لأول مرة خلال مهرجان الربيع الموسيقي الدولي في شانغهاى في مايو عام 1982.